# لادسلاو الأول ملك نابولي

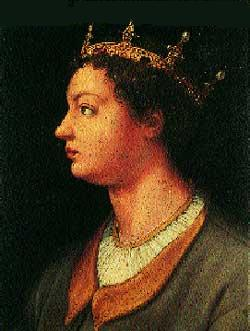
لادسلاو الأول

لادسلاو الأول

لادسلاو الأول المعروف بالشهم (نابولي، 15 فبراير 1376 - نابولي، 6 أغسطس 1414) ملك نابولي والحائز على ألقاب ملك بيت المقدس وملك صقلية ، وكونت بروفنسا وفوركالييه (1386-1414) ، ولقب ملك المجر من سنة 1390 حتى 1414. وأمير تارانتو منذ عام 1406. كان آخر الذكور من الفرع الرئيسي لسلالة أنجو.
| سبقه: كارلو الثالث        | ملك نابولي 1386 - 1389   | تبعه: لويجي الثاني   |
| سبقه: لويجي الثاني        | ملك نابولي 1399 - 1414   | تبعه: جوفانا الثانية |
| ريموندو ديل بالزو أورسيني | أمير تارانتو 1406 - 1414 | جاك الثاني بوربون    |
| ريموندو ديل بالزو أورسيني | كونت ليتشي 1406 - 1414   | ماري من انغيان       |